# Gaara
Gaara (我愛羅?), también conocido como «Gaara del desierto» (砂漠の我愛羅 Sabaku no Gaara?), es un personaje del manga Naruto, creado por Masashi Kishimoto. Se lo concibió de manera que polarizara con el protagonista, Naruto Uzumaki, ya que ambos nacieron en circunstancias semejantes, pero desarrollaron personalidades bastante diferentes debido a la interpretación que cada uno le dio a sus diversos problemas personales.
Tanto en el manga como en el anime, Gaara es un ninja perteneciente a la Aldea Oculta de la Arena, además de ser el hijo del antiguo líder de dicha aldea, el Cuarto Kazekage. Mientras se encontraba en el vientre de su madre, su padre intentó convertirlo en un arma humana mediante la introducción de una bestia con cola. Como consecuencia, Gaara fue hostigado por los aldeanos de su aldea, lo que posteriormente lo llevó a convertirse en un asesino despiadado, matando a cualquiera sin ningún remordimiento, lo que se acompañaba del desprecio que sentía por sus hermanos, Kankurō y Temari. No obstante, la batalla contra Naruto permitió que cambiara su punto de vista, así que comenzó a ayudar a los demás para emular la actitud de este. En la segunda parte de la historia, ejerce como Quinto Kazekage. Gaara también ha aparecido en diversos medios relacionados con Naruto, incluyendo a la segunda película basada en la serie, así como la tercera animación original y múltiples videojuegos.
Numerosas publicaciones dedicadas al anime y manga han comentado respecto al personaje. IGN afirmó que la disparidad entre Naruto y Gaara parecía «emocionante» y «un poco espeluznante». Anime News Network mencionó que la batalla entre estos dos fue el punto más crítico e importante de toda la serie. De acuerdo con la base de datos sobre los lectores de Naruto, Gaara ha logrado ser popular, colocándose en posiciones altas en diversas encuestas, llegando a alcanzar posiciones entre los diez primeros puestos. Asimismo, variedades de piezas mercadotécnicas basadas en la apariencia de Gaara han sido lanzadas a la venta, de los que se incluyen peluches y llaveros.

## Creación
Masashi Kishimoto, el autor de la serie de Naruto, creó a Gaara como un doppelgänger del protagonista, Naruto Uzumaki, así como para enfatizar un contraste entre ambos personajes. Él y Naruto poseen ciertas similitudes en cuanto a su pasado, ya que fue rechazado por los aldeanos debido a que es el jinchūriki del bijū Shukaku, una cuestión que Kishimoto describe como «muy parecida a la de Naruto». El desarrollo del estado emocional de Gaara, el cual consistió en pasar de ser un niño cariñoso y tímido a ser un personaje sádico y retraído, el autor lo realizó con la intención de crear una simpatía por el personaje con respecto sus lectores, pues es contrastado con la actitud alegre y problemática que Naruto desarrolló. Además, su diseño fue con la intención de asemejarlo a un tanuki, ya que Kishimoto pensó que eso le haría un buen rival para el Kyūbi que contiene Naruto, puesto que varias partes del Ichibi (一尾 lit. «una cola»?) fueron consideradas por Kishimoto como opuestas a las del Kyūbi. La historia del pasado de Gaara se volvió una de las favoritas del mangaka en la primera parte, incluso revisó varias veces las ilustraciones en tales capítulos, pues quería que los lectores entendieran mejor el estado mental de Gaara.
El atuendo inicial de Gaara, junto con los atuendos de sus hermanos, fueron difíciles de dibujar para Kishimoto en lapsos semanales para cada capítulo de la serie. Por esta razón, les designó vestimentas más simples en los últimos capítulos de la primera parte; la ropa de Gaara constó de un saco de cuello alto. Además de ser más fácil de dibujar, esto sirvió para representar una muestra de cambio en la relación entre Naruto y Gaara después de su antigua batalla. El autor citó que The Matrix es una de sus películas preferidas, por lo que fue tomada como inspiración para el nuevo vestuario de Gaara, y considera que esa es su preferida de entre los tres hermanos.

## Personalidad

Gaara demuestra unas marcadas señas de insomnio, ya que éste no puede dormir profundamente, debido a que si lo hiciera, el Shukaku tomaría el control de su personalidad.

Con el paso del tiempo, Gaara adquirió un comportamiento sádico y una extraordinaria sed de sangre. Su impulso por matar es uno de sus principales aspectos al inicio de la serie. Después de su ingreso a los «Exámenes Chūnin», Gaara demostró poco interés en dicha prueba, pero aún mantenía la necesidad de matar o herir gravemente a cualquiera que se cruzara en su camino. Mientras combate a diversos oponentes poderosos durante el proceso de los exámenes, Gaara comienza a creer que debe matar a cualquiera que perciba como más fuerte que él, ya que «serían una amenaza para su supervivencia».
La búsqueda de Gaara por combatir enemigos poderosos le permite cruzarse en el camino de Naruto Uzumaki. Reconociendo que Naruto es un oponente formidable, Gaara amenaza la vida de uno de sus compañeros para obligarlo a pelear. Así, intenta hacer de la pelea un concurso para ver qué filosofía es la correcta, puesto que Gaara cree que se debe pelear por uno mismo, mientras que Naruto piensa todo lo contrario. En el proceso, Naruto derrota a Gaara y como resultado de ello, este último adquiere la perspectiva de Naruto, creyendo que pelear por los demás permite producir una mayor energía y fuerza, en vez de pelear por uno mismo. Por tal razón, Gaara hace las paces con sus compañeros y con las personas que había alejado de su vida, disculpándose con aquellos que había herido y mejora su relación con su familia. Al mismo tiempo, la característica principal de Gaara se transforma en un deseo por proteger a cuantas personas pueda, haciendo esto para lograr encontrar la verdadera fuerza. Esta transformación culmina cuando reemplaza el puesto de su padre, llegando a ser el Kazekage de Sunagakure durante la segunda parte de la serie y sostiene que su mayor anhelo es dar la vida por los aldeanos de su aldea sin tener en cuenta la opinión que los propios aldeanos tenían sobre él.

## Historia

### Pasado

El kanji para «amor» (愛, ai) es el símbolo que lleva Gaara en la parte izquierda de su frente.

El pasado de Gaara es relatado principalmente mediante escenas retrospectivas a lo largo del volumen veinticinco de Naruto. Poco antes de que naciera, el padre de Gaara tenía bajo su poder un ser con forma de tanuki, el «Shukaku» (守鶴?), una bestia con cola que fue sellado en el cuerpo de su hijo mientras aún seguía en el vientre de su madre. Se cree que el aura protectora de arena de Gaara se la proporciona el Shukaku, pero en realidad esta protección se la brinda su madre, que jura protegerlo de todo antes de morir, por este motivo Gaara aún conserva esta habilidad después de que le extrayeran el Shukaku. El Cuarto Kazekage, el padre de Gaara, y el líder de la aldea de Sunagakure, intentaba utilizar a su hijo como un arma personal para la aldea. Gaara fue entrenado por su padre durante su infancia, para ayudarlo a controlar las habilidades que el Shukaku le había dado. A pesar de ello, era hostigado por parte de los aldeanos de Sunagakure, quienes lo veían como un monstruo por ser el huésped de una bestia con cola. El Shukaku podía manipular la arena incluso en contra de la voluntad de Gaara, para hacerles daño a los demás aldeanos, lo que permitió solidificar la percepción que aquellos le tenían. Esos ataques ocasionados a los aldeanos convencieron al padre de Gaara de que él en realidad fue un experimento fallido, por lo que ordenó asesinar a su hijo. Todos los intentos por quitarle la vida fracasaron, puesto que Shukaku siempre protegía a su huésped de algún tipo de daño y mataba al asesino que intentaba hacerle morir. Después de que su tío, Yashamaru, fuera la única persona que se hiciera cargo de él, y de que intentara matarlo, Gaara adoptó la creencia de que solo podía confiar en él mismo y en el Shukaku, y que tenía que asesinar a todo aquel que percibiera como una amenaza a su existencia, para darle así un sentido a su vida.

### Primera parte
Gaara hace su primera aparición en la serie cuando es enviado a Konohagakure, una aldea rival, a formar parte de los «Exámenes Chūnin», una ceremonia bianual que se celebra para todos aquellos ninja que estén interesados en subir de rango; Gaara logra llegar a últimas instancias y enfrentarse con Rock Lee, venciéndolo y casi matarlo, si no hubiera sido por Guy Sensei. Durante esta primera parte Gaara es uno de los Genin más fuertes. Sin embargo, fue realmente enviado para infiltrarse en Konoha para preparar una invasión por parte Sunagakure, junto con su aldea aliada, Otogakure, pero durante los exámenes es herido por Sasuke Uchiha, por lo que incapaz de participar en la invasión. La infiltración a la aldea prosigue sin él y Gaara huye de Konoha, pero es perseguido y derrotado por Naruto a las afueras de la aldea. Sunagakure es derrotada mientras Gaara estaba ausente, y ambas aldeas firman un tratado de paz para terminar con la emboscada. Después, Sunagakure envía a Gaara para prevenir que Sasuke deserte y se una a Otogakure, la cual se ha vuelto un enemigo común entre Sunagakure y Konoha. Si bien es capaz de proteger a Konoha de las fuerzas ninja de Otogakure, él es incapaz de prevenir que Sasuke escape de su aldea.

### Segunda parte
En la segunda parte de la serie, dos años y medio después del fallido intento de regresar a Sasuke, Deidara, un miembro de la organización criminal Akatsuki, es enviado a la Aldea Oculta de la Arena para capturar a Gaara, quien ahora tiene el título de Kazekage. Deidara logra capturar a Gaara, destruyendo de paso a la Aldea oculta de la Arena, por lo que los miembros de Akatsuki proceden a extraerle el Shukaku de su cuerpo. Gaara muere en el proceso, pero es revivido por Chiyo —una ninja anciana de Sunagakure quien fue la responsable de sellar al Shukaku dentro de él— sacrificándose a sí misma para que Gaara continuara protegiendo su aldea. Tiempo después, se dirige a la cumbre de los Cinco Kages, en donde reemplaza al Raikage en su batalla contra Sasuke, el cual vino a matar al entonces Hokage, Danzō; durante la pelea, Gaara intenta hacer razonar a Sasuke. Después de que Madara Uchiha declarara la guerra para capturar a los dos bijūs restantes, Gaara decide proteger a Naruto. Poco después, se le es encomendado a Gaara el puesto de Comandante del Ejérctio Shinobi, y da un discurso que alienta a los ninjas de los diferentes países para soportar la presión de la guerra. Al segundo día de la guerra, se encuentra con su padre revivido, quien se sorprende al ver su avance como ninja. Al conocer que el tío y la madre de Gaara siempre le amaron, el Cuarto Kazekage le encomienda que proteja Sunagakure. Gaara después derrota y sella al Segundo Mizukage y se reúne con los otros cuatro Kages para combatir a Madara Uchiha, dando a conocer que el líder de Akatsuki en realidad usó su nombre solo para intimidar.

## Habilidades

La cantimplora con forma de calabaza que carga Gaara en su espalda le sirve para guardar arena, con la cual, puede realizar múltiples jutsus, que incluso pueden llegar a ser letales.

Debido a que tiene al Shukaku dentro de él, Gaara puede controlar la arena, así que siempre carga su arena en una cantimplora con forma de calabaza en su espalda, la cual está en realidad hecha con arena compacta. Para atacar a sus oponentes, Gaara utiliza dicha arena para sepultarlos y después la comprime para aplastarlos en el proceso. Mientras Gaara es atacado, un escudo de arena se activa automáticamente, bloqueando así los ataques e impidiendo que algo lo dañe; esto es otra de las características resultantes del hecho de que el Shukaku esté encerrado en él. Asimismo, Gaara cubre su piel con una capa de arena, como una medida de defensa preventiva por si el escudo de arena llegara a ser traspasado. Al final de la primera parte, Gaara demuestra la habilidad de utilizar la arena para trasportarse, permitiéndole volar. 
Al igual que otros jinchūrikis, Gaara puede manifestar ciertos rasgos de la bestia que está encerrada en él. Mientras se cubre de arena, Gaara puede tomar la apariencia del Shukaku pero en miniatura, con lo que logra incrementar su resistencia y velocidad. Mientras hace esto, le permite al Shukaku dominar e influir en su personalidad, haciéndolo más violento y un guerrero sediento de sangre. Una vez que termina su transformación en Shukaku, Gaara puede liberar por completo la personalidad de aquel, forzándose a sí mismo a dormirse. Haciendo eso, el Shukaku puede tomar el control de la transformación y pelear utilizando su máximo poder mientras que Gaara continúa dormido. No obstante, Gaara pierde al Shukaku a manos de la Organización Akatsuki, aunque sigue manteniendo la capacidad de poder controlar la arena ya que es "su poder" igual que pasa con Shikamaru Nara y las sombras , pero sin "el plus de poder" que le ofrecía Shukaku.

### Misiones completas
Durante el transcurso de la historia, Gaara ha hecho las siguientes misiones, junto a sus hermanos:
- Rango D: 0
- Rango C: 9
- Rango B: 8
- Rango A: 14
- Rango S: 5

### Técnicas
- Daisan no Me: el usuario crea un ojo con su arena y su chakra. Es, principalmente, un jutsu de espionaje.

- Rendan: Suna Shigure: el usuario genera una nube de arena de la cual dispara proyectiles hechos de arena.

- Sabaku Fuyū: a través de la arena, el usuario levita sobre ella, pudiendo extenderla también hacia otros.

- Sabaku Sōsō: el usuario atrapa al adversario con su arena. Una vez inmóvil, el usuario lo aplasta tras someterlo a una gran presión.

- abaku Sōtaisō Fūin: empleando una gran cantidad de arena, el usuario atrapa al adversario en una gran pirámide. Después ubica sellos en su fachada para aumentar su poder de sellado.

- Suna Bunshin: el usuario crea un clon de arena. A diferencia de otros jutsus de clon, este puede crear sus propios jutsus y recibir golpes sin desvanecerse.

- Suna no Tate: la arena protege indefectiblemente al usuario, independientemente de su voluntad. La arena puede endurecerse, llegando a ser más resistente que el acero. Se creía que esta habilidad la proporcionada el Shukaku, pero el padre de Gaara confirmó que era debido al amor profesado por su madre Karura, como se puede ver en el tatuaje que lleva en la frente que significa "amor".

- Suna no Yoroi: jutsu defensivo, la arena cubre el cuerpo del usuario, otorgándole una gran protección. Esta técnica consume una gran cantidad de chakra.

## Aparición en otros medios
Gaara ha hecho diversas apariciones fuera del manga y anime de Naruto. Aparece en la segunda película de la serie, Naruto la película 2: Las ruinas ilusorias en lo profundo de la tierra. En ella, protege al País del Viento de un asalto por parte de Haido, el antagonista del filme, y después se enfrenta a la usuaria del rayo, Renke, una de los subordinados de Haido, que posteriormente derrota. Gaara también aparece en la segunda animación original basada en la serie, Naruto: ¡Torneo de Combates Mixtos!, en la que participa en un torneo junto con otros personajes que han aparecido a lo largo de la serie. En los videojuegos de Naruto es común la aparición de Gaara, como en las series de Clash of Ninja y Ultimate Ninja. En algunos juegos, es capaz de utilizar su forma de Shukaku para pelear, así como usa movimientos que no aparecen ni en el manga como en el anime. En Naruto Shippūden: Gekitō Ninja Taisen EX 2, fue la primera aparición que hizo Gaara en un videojuego basado en la segunda parte.
El personaje Rata del desierto del webcómic español Raruto, es una parodia de Gaara.

## Recepción
Gaara ha estado en puestos altos en las encuestas de popularidad de la serie, colocándose continuamente entre los diez mejores puestos en la mayoría de ellas. Asimismo, diversos productos mercadotécnicos han sido lanzados a la venta, incluyendo llaveros —de acuerdo a su vestimenta tanto de la primera como de la segunda parte—, peluches, y figurillas de edición limitada.
Publicaciones dedicadas al anime y al manga han servido para elogiar y criticar al personaje. IGN comentó que Gaara era un «anti-Naruto», que poseía un «carácter solemne y oscuro» contrario al de dicho personaje, pues posee un continuo ánimo y una enorme emoción. En otra reseña, IGN calificó al pasado de Gaara como «conmovedor» y «ligeramente tétrico», debido a la polaridad que hubo durante el desarrollo de las personalidades entre Gaara y Naruto. Anime News Network elogió que la «profunda y emocionante» similitud entre Naturo y Gaara fuera añadida al argumento, pues comentó que «no ha habido lugar en el transcurso de la serie, un momento tan deslumbrante, como lo fue en el instante más agudo de su batalla contra Gaara». Igualmente, también comentaron respecto a la presentación visual que Kishimoto le dio a Gaara en la versión para el manga, refiriéndose a la «reveladora y alocada cara de Gaara; pues es escalofriante y vislumbrante». Mania Entertainment notó que la primera pelea entre Gaara y Sasuke mostró qué tan «frágil» era su mentalidad a pesar de su actitud violenta. Su pasado fue elogiado de igual manera por dicha publicación, puesto que ella incluye «una tonelada de emoción legítima», ya que ésta permite a los espectadores de la serie entender un poco más a fondo la personalidad de Gaara.